# Hyles olivacea
Hyles olivacea är en fjärilsart som beskrevs av Adolf G. Closs. Hyles olivacea ingår i släktet Hyles och familjen svärmare. Inga underarter finns listade i Catalogue of Life.